# Ernst Hartert
Ernst Johann Otto Hartert est un ornithologue allemand, né le 29 octobre 1859 à Hambourg et mort le 11 novembre 1933 à Berlin.

## Biographie

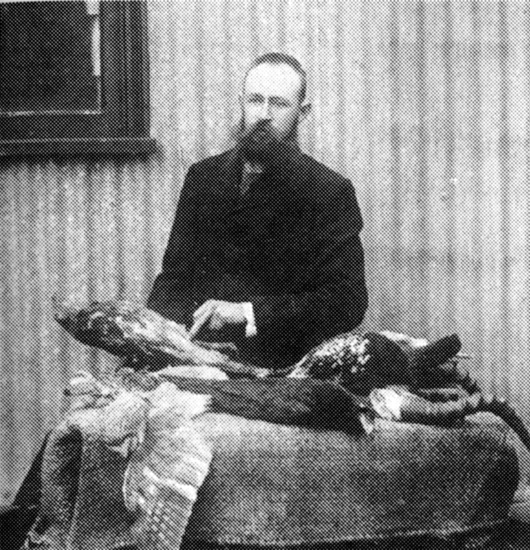

Très jeune passionné par la zoologie et en particulier par l’ornithologie, Ernst Hartert voyage au Moyen-Orient et en Afrique. Il travaille pour Lionel Walter Rothschild comme conservateur de son muséum privé à Tring de 1892 à 1929.
Hartert publie le magazine du muséum Novitates Zoologicae (1894-1939) avec L.W. Rothschild, et Hand List of British Birds (1912) avec Francis Charles Robert Jourdain, Norman Frederic Ticehurst et Harry Witherby. Il est l'auteur également de Die Vögel der paläarktishen Fauna (1903-1922) qui paraît en fascicules de 1910 à 1922. Ce livre constitue une étape importante de la classification ornithologique.
Hartert voyage en Inde, en Afrique et en Amérique du Sud pour le compte de son employeur.
En 1930, Hartert prend sa retraite à Berlin où il meurt quelques années plus tard.
Hartert fut membre de diverses sociétés savantes dont la British Ornithologists' Union.

## Espèces décrites
Liste non exhaustive
- Myzomèle à menton blanc
- Le Pigeon ramier des Açores (Columba palumbus azorica), sous-espèce du pigeon ramier (Columba palumbus) endémique des Açores (Portugal).
- deux sous-espèces de caille des blés (Coturnix coturnix):
  - "C. c. confisa", se rencontre aux îles Canaries et à Madère.
  - "C. c. conturbans", qui se rencontre aux Açores.

## Principales publications
En plus de nombreux articles dans la revue du musée Novitates Zoologicae, Hartert a participé aux livres suivants, entre autres :
- 1891 : Catalogue de la collection d’oiseaux du musée de la Société Senckenberg des sciences naturelles de Francfort-sur-le-Main
- avec Claudia Bernadine Elisabeth Hartert : Sur une collection de colibris d’Équateur et du Mexique. In : Novitates zoologicae : une revue de zoologie en relation avec le Musée de Tring. Tome 1 , 1894, p.43 à 64.
- Quelques oiseaux nouveaux et rares de l’île Fergusson. Dans : Novitates zoologicae - Une revue de zoologie en relation avec le Musée Tring. Tome 2 , 1895, p.61 à 65.
- M. Ernst Hartert a décrit les nouveaux oiseaux suivants et a exposé leurs spécimens types, ainsi que des exemples d’espèces apparentées à des fins de comparaison. Dans : Bulletin du British Ornithologists' Club. Le tome 8 , N°56 , 1898, p.8 et 9  (biodiversitylibrary.org).
- Podargidae, Caprimulgidae et Macropterygidae (1897)
- 1897 : Le Règne animal
- Trochilidae (1900)
- 1902 : Des années d’errance d’un naturaliste : voyages et recherches en Afrique, en Asie et en Amérique, ainsi que des études connexes, principalement ornithologiques
- 1903 : Über die Pipriden-Gattung Masius Bp.
- 1910-1922 : Les oiseaux de la faune paléarctique : recensement systématique des oiseaux présents en Europe, en Asie du Nord et dans la région méditerranéenne. Trois volumes
- Les Oiseaux d’Europe (1920)

## Sources
- Bo Beolens et Michael Watkins (2003). Whose Bird ? Common Bird Names and the People They Commemorate. Yale University Press (New Haven et Londres) : 400 p.  (ISBN 0-300-10359-X)
- [Sans auteur] (1934). Obituary, Ibis, 76 (1) : 178-179.